# Inkorporace (lingvistika)
Inkorporace je v jazykovědě spojení dvou plnovýznamových slov do jednoho slova. Zpravidla se jedná o včlenění podstatného jména do slovesa. Takové podstatné jméno funguje jako argument slovesa, se kterým je spojeno, obvykle jde o přímý předmět. Někdy se inkorporace týká i jiných slovních druhů, např. zájmen (v ajmarštině: kamsaña = „co-říct“, kamachaña = „co-dělat“).
Inkorporace je typickým rysem polysyntetických jazyků. Vyskytuje se např. v grónštině.